# Línea L51 (Maldonado)
La línea 51 es una línea de transporte público de pasajeros del Maldonado, Uruguay. Parte del Barrio Los Guayabos de Maldonado y finaliza en la Terminal de Ómnibus.

## Horarios
El servicio se brinda todos los días con una frecuencia de 1 hora entre las 7:00 hs y  las 19:00 hs, regresando desde Terminal entre las 7:30 hs y las 19:30 hs

## Recorrido
| Ida Terminal Maldonado - Desde Viejo Cno. Lussich por - Viejo Camino Lussich - Av. Antonio Lussich (Ruta 38/Perimetral) - Ingresa a La Fortuna por - Av. Ágata - Celestina - Amatista - Diamante - Turmalina - Esmeralda - Cno. Leandro Gómez (ex Acuario) - Av. Antonio Lussich - Av. Javier de Viana - Arturo Santana - 18 de Julio - Cecilia Burgueño hasta calle Sarandí donde finaliza | Vuelta Los Guayabos - Calle Interna de la terminal paralela a Av. F.D. Roosevelt - Av. F.D. Roosevelt - Av. Antonio Camacho - José Dodera - Av. Juan Antonio Lavalleja - Av. Antonio Lussich - Cno. Leandro Gómez (ex Acuario) - Esmeralda - Amatista - Celestina - Av. Ágata - Rubí - Amatista - Av. Antonio Lussich (Ruta 38/Perimetral) - viejo Cno. Lussich hasta Los Guayabos |